# Война Босин
Война Босин (яп. 戊辰戦争 Босин сэнсо:, буквально «Война года Дракона», 1868—1869) — гражданская война между сторонниками Сёгуната Токугава и проимператорскими силами в Японии. Закончилась поражением сил сёгуната, что привело к Реставрации Мэйдзи.
Война стала следствием ряда социальных, экономических и политических неурядиц, которые постигли Японию в первой половине XIX века, что стало причиной падения популярности сёгунского правительства и роста сторонников реставрации прямого императорского правления.
3 января 1868 года император Мэйдзи провозгласил реставрацию всей полноты императорской власти. Через семь дней, после того, как сёгун Токугава Ёсинобу объявил о том, что императорская декларация «незаконна», началась война. Войска Ёсинобу атаковали Киото, резиденцию императора. Несмотря на соотношение сил 3:1 и помощь французских военных советников, первая значительная битва возле Тоба и Фусими привела к поражению 15-тысячной армии сёгуна, и Ёсинобу был вынужден бежать в Эдо. Сайго Такамори повёл победоносную императорскую армию на северо-восток Японии, что привело к капитуляции Эдо в мае 1868 года.
После того, как Ёсинобу капитулировал, бо́льшая часть Японии признала императорское правление, но ядро сторонников сёгуната, возглавляемых кланом Айдзу, продолжало сопротивление. После затяжного сражения, продолжавшегося месяц, клан Айдзу наконец признал своё поражение 23 сентября 1868 года. С этой осадой связан трагический инцидент — самоубийство членов Бяккотай («Отряд белого тигра»), группы молодых самураев (преимущественно подростков), совершивших харакири на вершине холма после того, как дым, поднимающийся от замка, ошибочно убедил их в том, что главная крепость Айдзу пала. Через месяц Эдо был переименован в Токио и началась эпоха Мэйдзи.
В финальной стадии войны адмирал флота сёгуната, Эномото Такэаки, с остатками флота и несколькими французскими советниками бежал на остров Хоккайдо и организовал там республику Эдзо, объявив себя президентом, но в мае 1869 года был разгромлен войсками императора, после чего война была закончена.
В армиях обеих сторон участвовало около 120 000 человек. Из них погибло около 4000 чел..
После победы Императорское правительство отказалось от политики изоляции от Запада и направило свои усилия на модернизацию и вестернизацию Японии. Многие из бывших лидеров сёгуната были помилованы и заняли правительственные посты.
Бывший сёгун Ёсинобу был помещён под домашний арест. Однако в 1872 году он был освобождён и ему были возвращены часть привилегий. В 1902 году Токугава Ёсинобу получил титул герцога, но после ликвидации сёгуната он утратил интерес к политике и полностью ушёл от участия в общественной жизни.
Под влиянием японской монархическо-националистической историографии XIX—XX веков война Босин идеализируется в японском искусстве, литературе и кино.

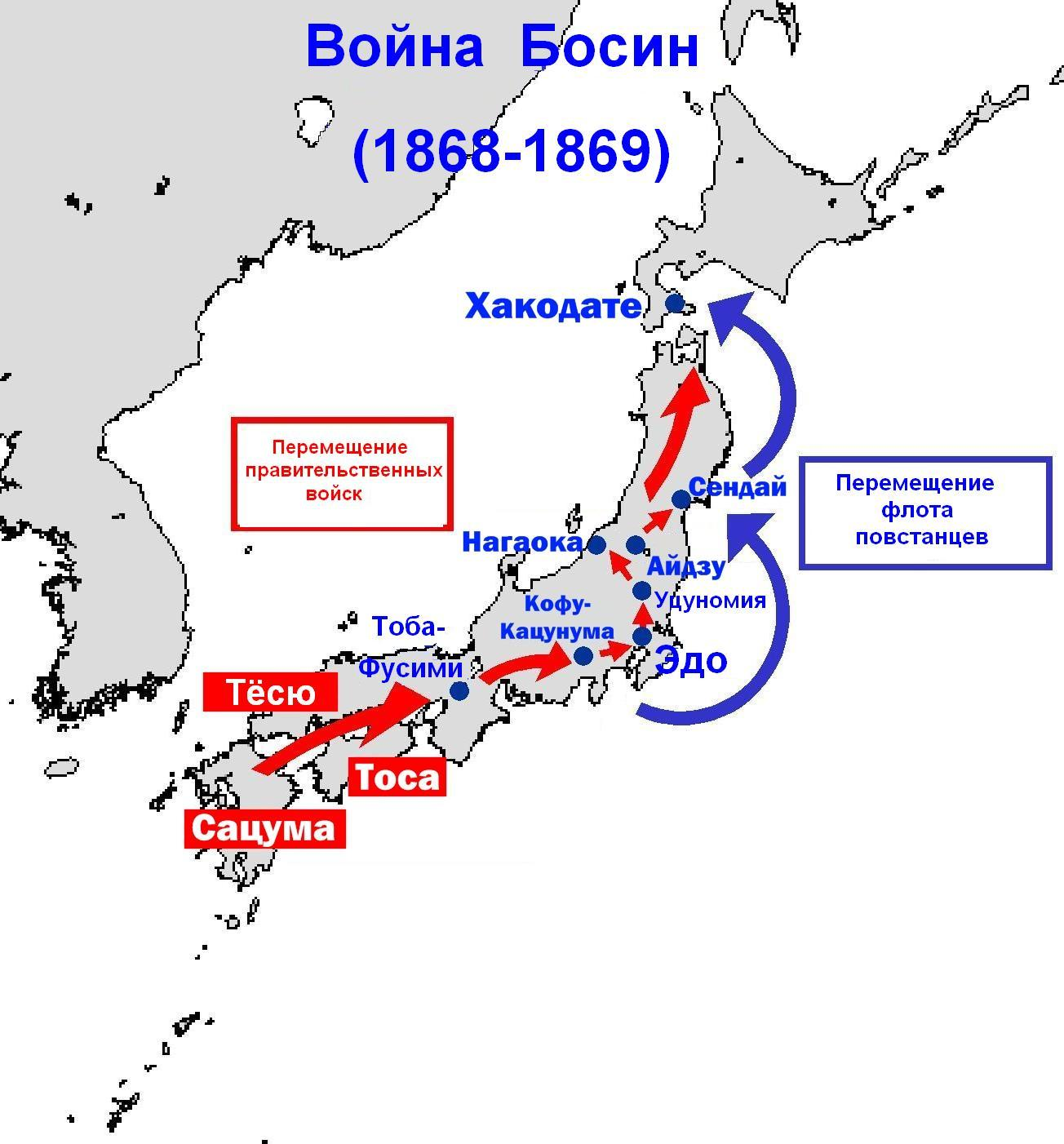
Карта хода войны Босин (1868—1869 гг.).

## Предыстория

### Недовольство сёгунатом

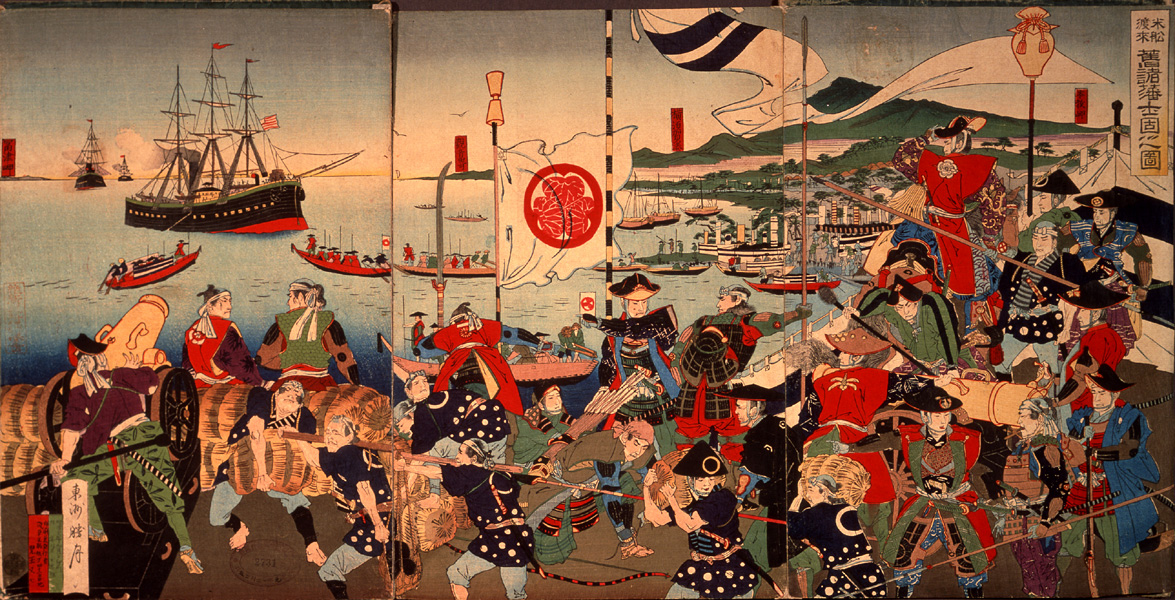
Неожиданное появление кораблей Мэттью Перри у берегов Японии. 1853 год.

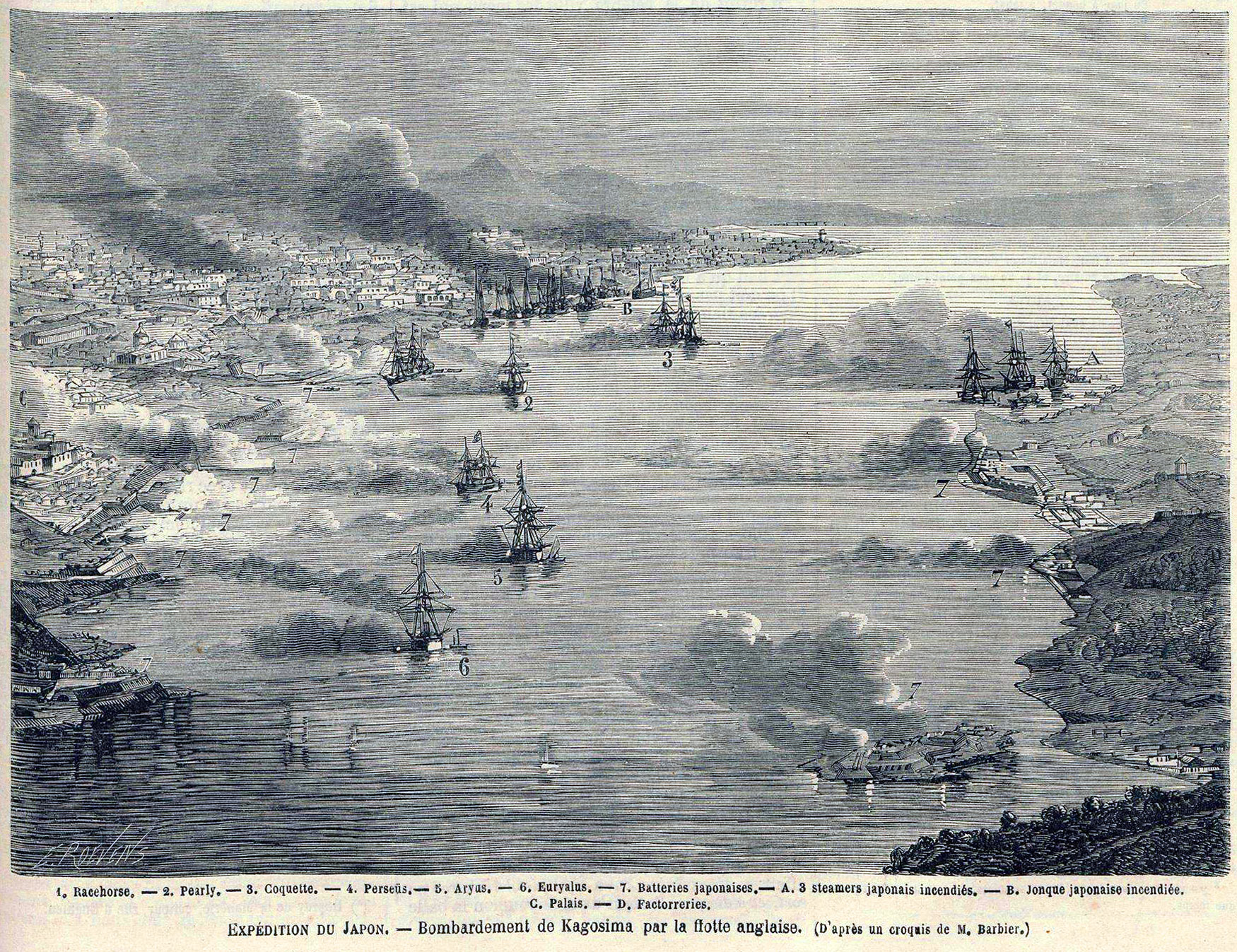
Бомбардировка Кагосимы британским флотом. 15 августа 1863 года

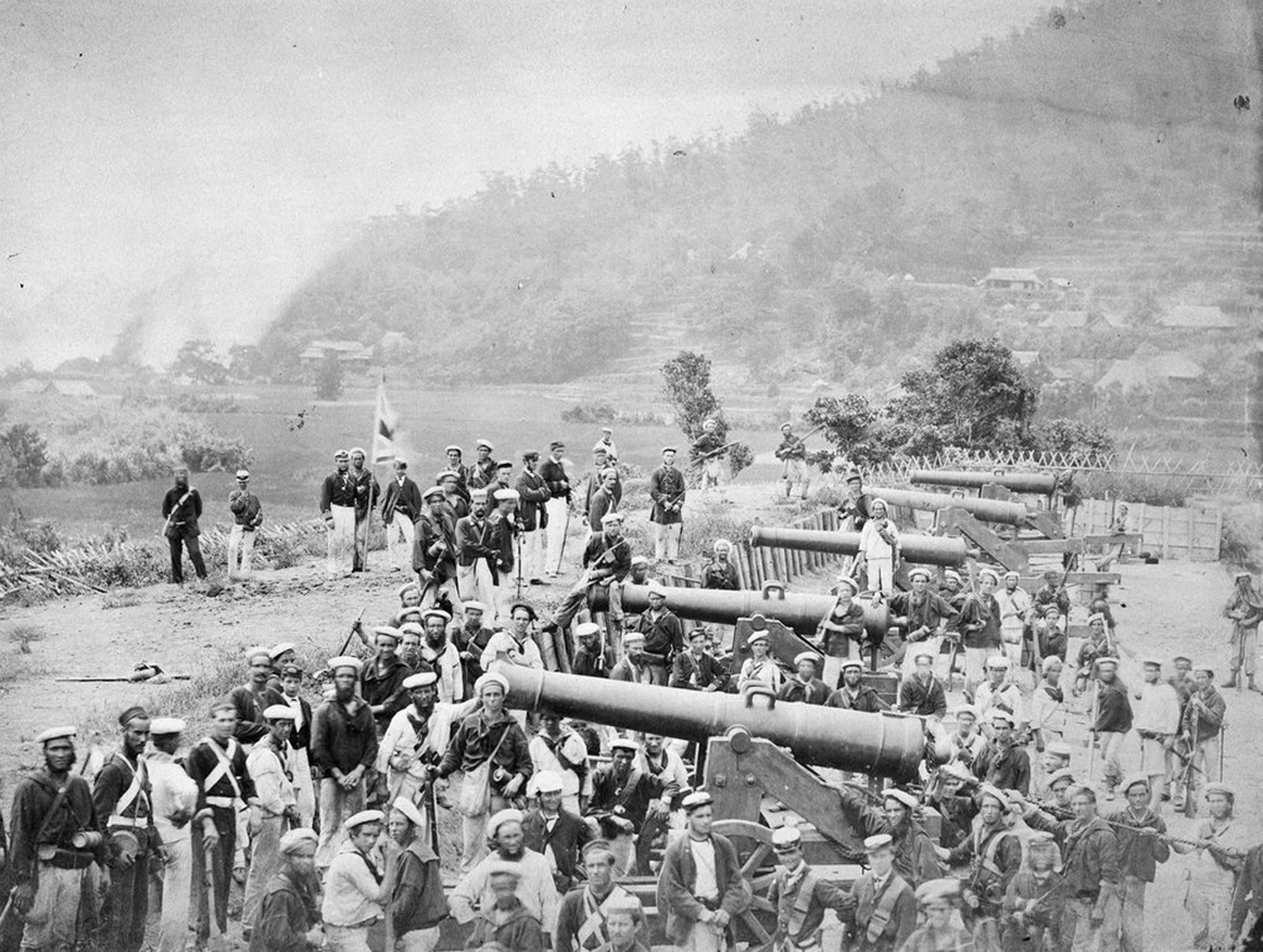
Обстрел города Симоносеки в 1864 году

С начала XVII века самурайское правительство Японской Империи — сёгунат Токугава — проводило политику изоляционизма с целью получения тотального контроля над населением и ослабления оппозиции на юго-западе страны. Японцы имели очень ограниченные отношения с внешним миром, за исключением Кореи, Китая, Голландии, Рюкю и земель айнов. Однако с конца XVIII века передовые государства Запада начали погоню за колониями в Азии, и их корабли стали чаще беспокоить японские берега. В 1854 году под давлением США японское правительство было вынуждено покончить с изоляцией страны, а в 1858 году — заключить с западными государствами ряд неравноправных договоров. Вмешательство этих государств во внутренние дела Японии и прибытие на острова иностранцев создало реальную угрозу колонизации страны. В ответ на неё в среде японских интеллектуалов и самураев возник общественно-политическое движение «Сонно Дзёи».
На фоне роста популярности этого движения Император Комэй, который согласно законодательству традиционно выполнял лишь церемониальные функции, стал активно вмешиваться в политику. В 1863 году он приказал отменить все соглашения с «варварами», а их самих изгнать из страны. Отказ сёгуната выполнять Императорский указ ещё больше дискредитировал самурайское правительство. В 1864 году участились нападения на иностранцев, в ответ на которые западные державы провели на территории Японии ряд военных операций: обстрел Кагосимы британским военным флотом и обстрел Симоносеки объединённым флотом Британии, Франции, США и Голландии.
Вместе с тем члены движения «Сонно Дзёи» и войска западнояпонского владения Тёсю подняли восстание и совершили попытку захватить город Киото, где находился Императорский дворец. Правительственные войска во главе с Токугавой Ёсинобу разбили повстанцев, но уже в следующем году он не смог удержать под контролем всю страну. Многие провинциальные властители начали игнорировать приказы из Эдо.
В дополнение к внешнеполитическим проблемам добавились социальные и экономические. В 1832—1833 годах в Японии случился голод, крупнейший за всю её историю, от которого умерло несколько миллионов человек. Голод стал следствием экстенсивного, архаичного и малоэффективного сельского хозяйства. В дополнение к этому правительство не снизило налоги в голодные годы, что ещё больше ухудшило ситуацию. Много жителей потеряли свои хозяйства и переселились в города. Социально-экономическое положение самураев, которые считались элитой общества, резко ухудшилось, большинство из них обеднело.
Все эти события привели к резкому падению престижа сёгуната и популярности идеи реставрации прямого Императорского правления.

### Иностранная военная поддержка

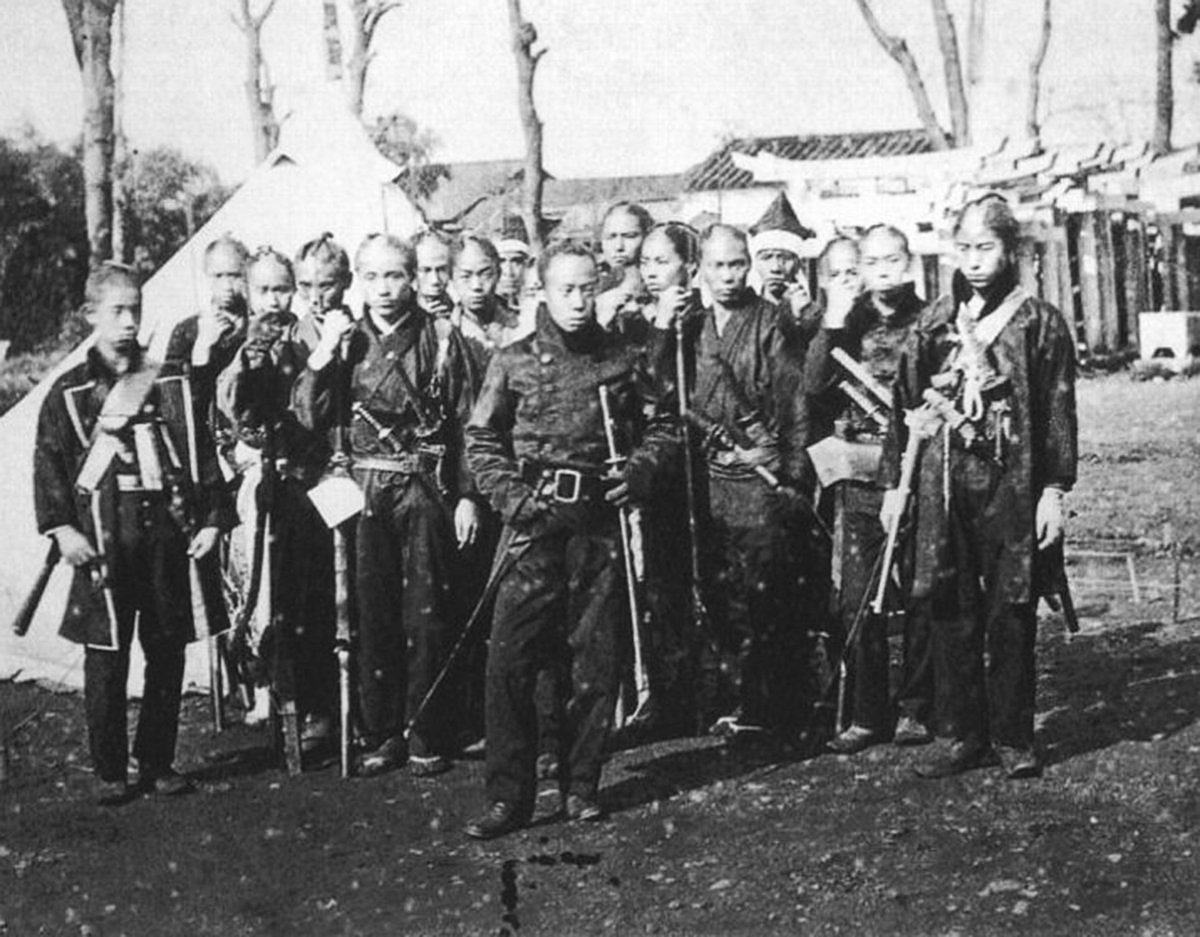
Солдаты сёгуната в западной униформе

В ходе вооружённых конфликтов с западными государствами руководители юго-западных японских владений поняли, что политика «изгнания варваров» ведёт к открытому вооружённому конфликту, в котором японцам не победить, и поэтому тайно перешли на позиции «открытия страны» иностранцам. Так, княжества Тёсю и Сацума, продолжая традиционную критику сёгуната, начали закупать новейшее оружие за рубежом и нанимать для тренировки собственных войск военных экспертов из Великобритании и США.
Сёгунат также готовился к предстоящему конфликту и модернизировал собственную армию. Токугава в основном полагался на французских военных советников, которых после успехов французских армий в Крымской войне 1853—1856 годов и Австро-итало-французской войне 1859 года считали лучшими военными специалистами того времени. Кроме этого, самурайское правительство делало шаги в направлении модернизации флота, ядро которого составляло девять паровых военных кораблей. К 1868 году флот сёгуната был крупнейшим из флотов стран Дальнего Востока.
В 1865 году в городе Йокосука французским инженером Леонсом Верни был построен первый современный японский морской арсенал, а в январе 1867 года французские эксперты начали создавать корабельные отряды, укомплектованные броненосцами, которые планировали закупить в США. Однако американцы, желая сохранить нейтралитет, продали только один корабль этого класса, включённый в начале 1869 года уже в Императорский флот «котэцу» (яп. 甲鉄 ко:тэцу, буквально: «панцирь из железа») — броненосный таран (c 1871 года — «Адзуми»).

### Ликвидация сёгуната Токугава

Токугава Ёсинобу в замке Нидзё объявляет своим подчинённым решение вернуть верховенство власти в Японии императору.

В 1864 году силы сёгуната вместе с войсками княжеств Айдзу и Сацума совершили карательный поход против лидера антиправительственных сил в Западной Японии — княжества Тёсю. Последнее капитулировало, но вскоре снова начало поддерживать недовольных режимом. В то же время на антисёгунские позиции перешёл союзник правительства — княжество Сацума, которое возглавили новые руководители Сайго Такамори и Окубо Тосимити. В 1866 году Сацума и Тёсю заключили тайный союз, главной целью которого было свержение сёгуната.
В конце 1866 года Япония получила нового императора Мэйдзи и сёгуна Токугава Ёсинобу. Последний считал сёгунат устаревшим и планировал создать новое коллегиальное правительство из всех японских региональных властителей во главе с императором, в котором главы рода Токугава продолжали бы удерживать реальную власть в качестве премьер-министра. В октябре 1867 года Ёсинобу вернул Императорскому двору должность сёгуна и полноту политической власти Императору Японии, надеясь стать премьером. Однако антисёгунские силы решили воспользоваться этим и предложили монарху сослать Ёсинобу и конфисковать все земли рода Токугава. В результате этого в конце 1867 года был издан «Указ о реставрации Императорского правления», в котором провозглашалась ликвидация сёгуната, устранение рода Токугава от управления страной и создание нового правительства во главе с императором Мэйдзи. 3 января 1868 года войска княжеств Сацума, Тёсю и Тоса заняли Киото и получили контроль над императорским дворцом.
17 января 1868 года Ёсинобу заявил, что не признаёт этого указа, и попросил императора отменить его. 24 января сёгун стал готовиться к захвату Киото.
На следующий день войска бывшего сёгуна захватили и сожгли резиденцию княжества Сацума в Эдо. Многие сторонники императора были убиты или казнены.

## Начало конфликта

### Битва при Тоба — Фусими

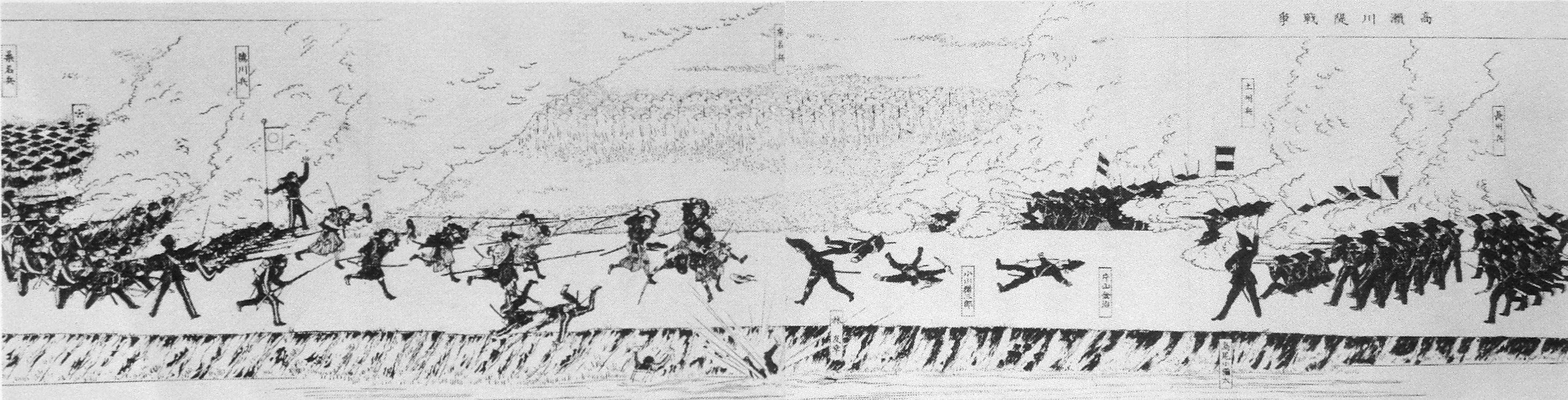
Битва при Тоба — Фусими. Войска сёгуната слева, войска Сацумы и Тёсю справа.

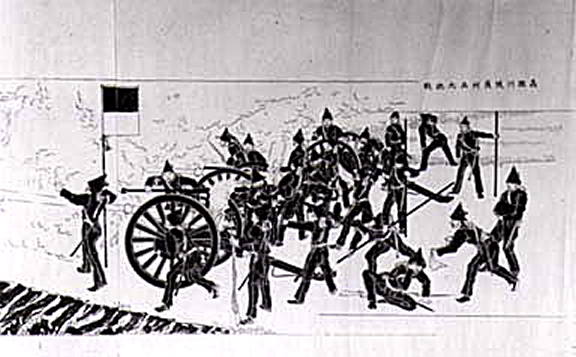
Артиллерия Сацумы ведёт огонь по войскам сёгуната.

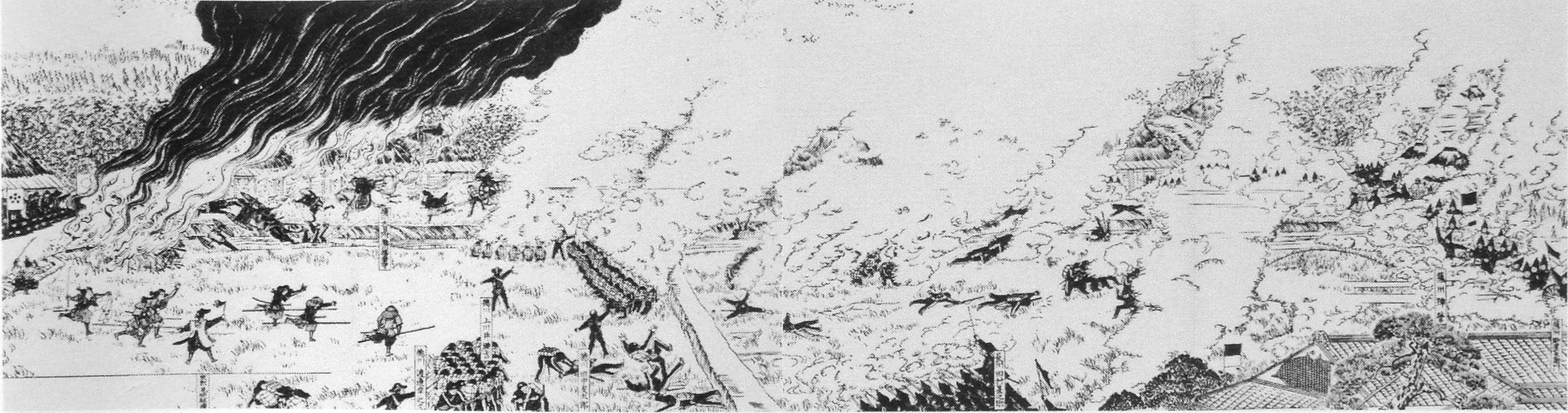
Штурм города Тоба. Войска сёгуната слева, Сацумы — справа.

В конце января верные бывшему сёгуну войска двинулись на Киото. Они состояли из 15 тысяч воинов княжеств Кувана, Айдзу и отдельных подразделений Синсэнгуми. Некоторые отряды были обучены французскими военными советниками и имели новейшее вооружение, но бо́льшая часть войска представляла собой самурайское ополчение с холодным оружием и фитильными ружьями. Им противостояли силы княжеств Сацума, Тёсю и Тоса, состоявшие из трёх тысяч хорошо обученных солдат с новейшими гаубицами, винтовками и пулемётами Гатлинга.
27 января 1868 обе армии сошлись у посёлков Тоба и Фусими на юге Киото. Самурайское ополчение не сумело воспользоваться своим преимуществом в численности и отступило после серии безуспешных атак. 28 января император признал силы Сацумы, Тёсю и Тоса Императорской правительственной армией и назначил её командующим принца Комацу Акихито; одновременно Ёсинобу и все его сторонники были официально провозглашены врагами трона. Это значительно деморализовало состояние войск сёгуна, которые отныне были провозглашены вне закона. В полдень 29 января Императорская правительственная армия начала общее наступление и разбила противника. Отступающее самурайское ополчение собиралось укрепиться в замке Уодо, но 5 февраля правитель княжества Уодо, который ранее поддерживал Ёсинобу, перешёл на сторону Императорского правительства. 6 февраля на сторону империалистов перешёл также правитель княжества Цу.
7 февраля Токугава Ёсинобу покинул свой штаб в Осаке и перебрался в Эдо. На следующий день Императорские войска практически без боя взяли крепость Осаки. Это ознаменовало потерю контроля сёгуна и его сил над Западной Японией.

### Морская битва приАве

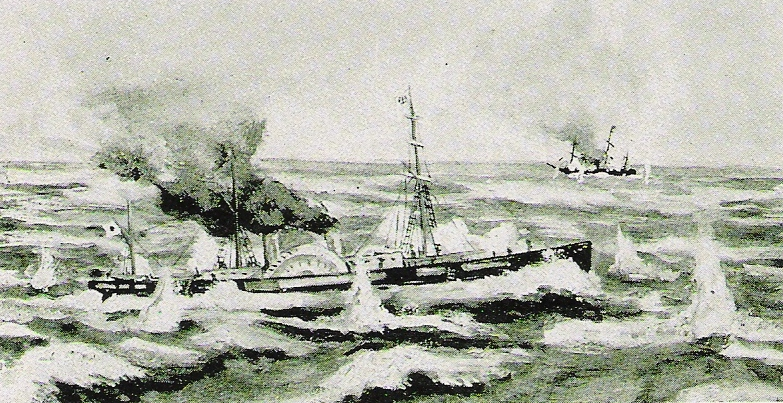
Морская битва при Аве. На переднем плане корабль «Касуга» флота Сацумы, на фоне — «Каёмару» флота сёгуната.

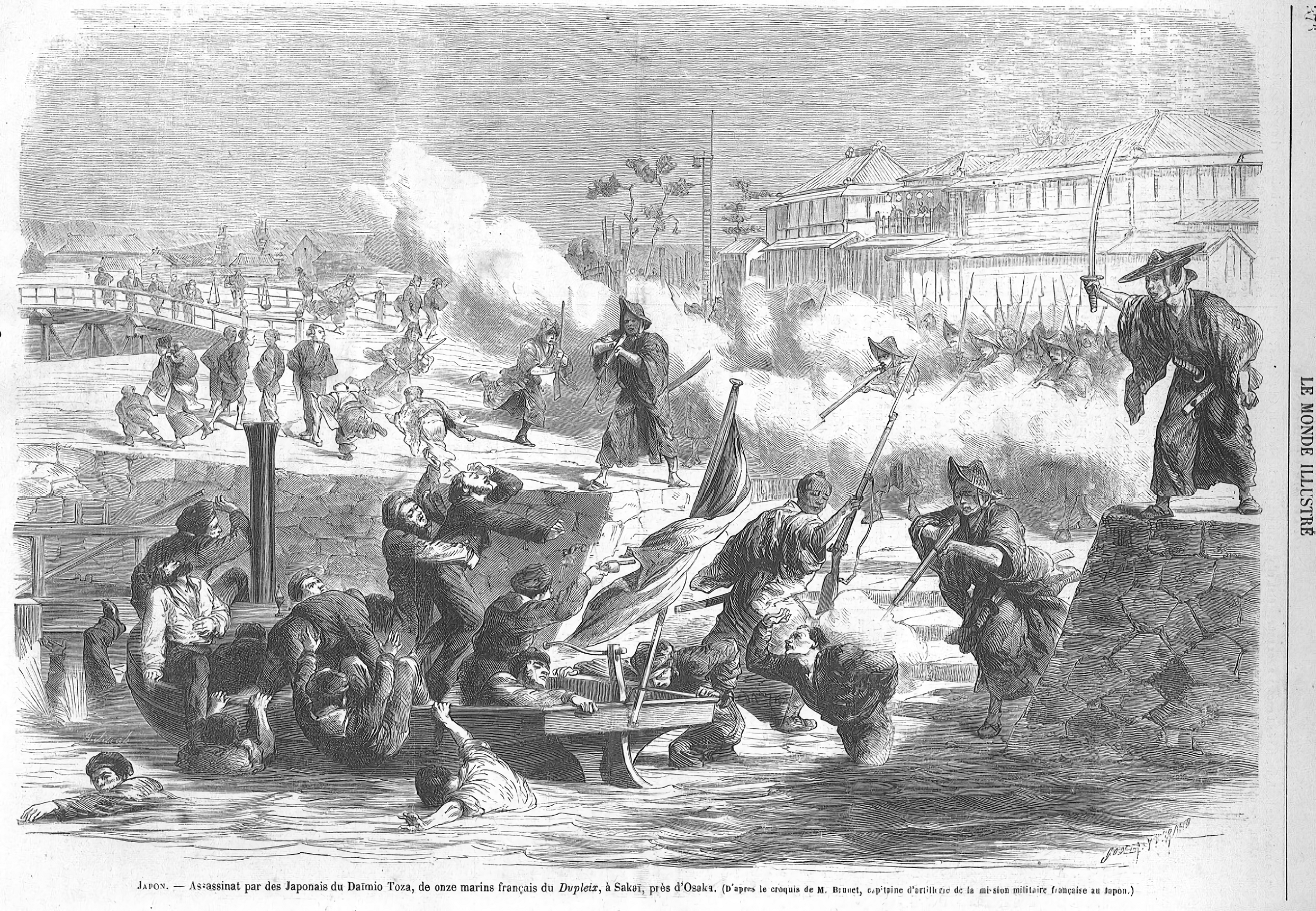
Убийство французских моряков во время инцидента в Сакаи.

После победы в битве при Тоба-Фусими войска Сацумы планировалось переправить обратно в Кагосиму. С этой целью в гавань поселения Хёго, расположенного у Осаки, прибыли транспортные корабли «Хохои», «Хэйун» и военный корабль «Касуга».
Рано утром 28 января корабли сацумской флотилии покинули гавань. «Хэйун» отправился в Акаси, а «Хохои» и «Касуга» — на юг, где они попали в засаду, подготовленную флотом сёгуната под командованием адмирала Эномото Такэаки. После короткой перестрелки «Касуга», воспользовавшись своим преимуществом в скорости, бежал с поля боя и направился в Кагосиму. «Хохои» был затоплен своей командой возле городка Уидзаки. Несмотря на победу флота сёгуна, битва при Аве практически не имела стратегического значения и не повлияла на ход войны Босин.
Тем временем Токугава Ёсинобу пытался заручиться политической поддержкой Запада. В первых числах февраля представители иностранных стран собрались в городе Кобе и подписали совместную декларацию, в которой признавали отменённый императорским Указом сёгунат единственным легитимным правительством Японии. Они также рассмотрели вопросы военной помощи этому правительству, хотя и не приступили к конкретным мерам. Несколькими днями позже в Кобе прибыла также Императорская делегация и сообщила, что император признаёт все предыдущие договоры, заключённые ранее сёгунатом и даёт гарантии безопасности иностранцам, которые находятся в Японии. Эти заявления изменили мнение иностранных представителей, которые в конце концов признали законным Императорское правительство. В первых числах марта они подписали соглашение о нейтралитете, согласно которому иностранные государства обязывались не оказывать военную помощь сторонам конфликта.
Однако, несмотря на гарантии японских чиновников, ксенофобские настроения в стране росли и привели к нескольким нападениям на иностранцев. 8 марта 1868 года самураи провинции Тоса убили 11 французских моряков с корвета «Дуплекс»; также японские солдаты атаковали в Киото Гарри Паркерса, британского торгового представителя.

## Осада Эдо

### Битва при Косю — Кацунуме

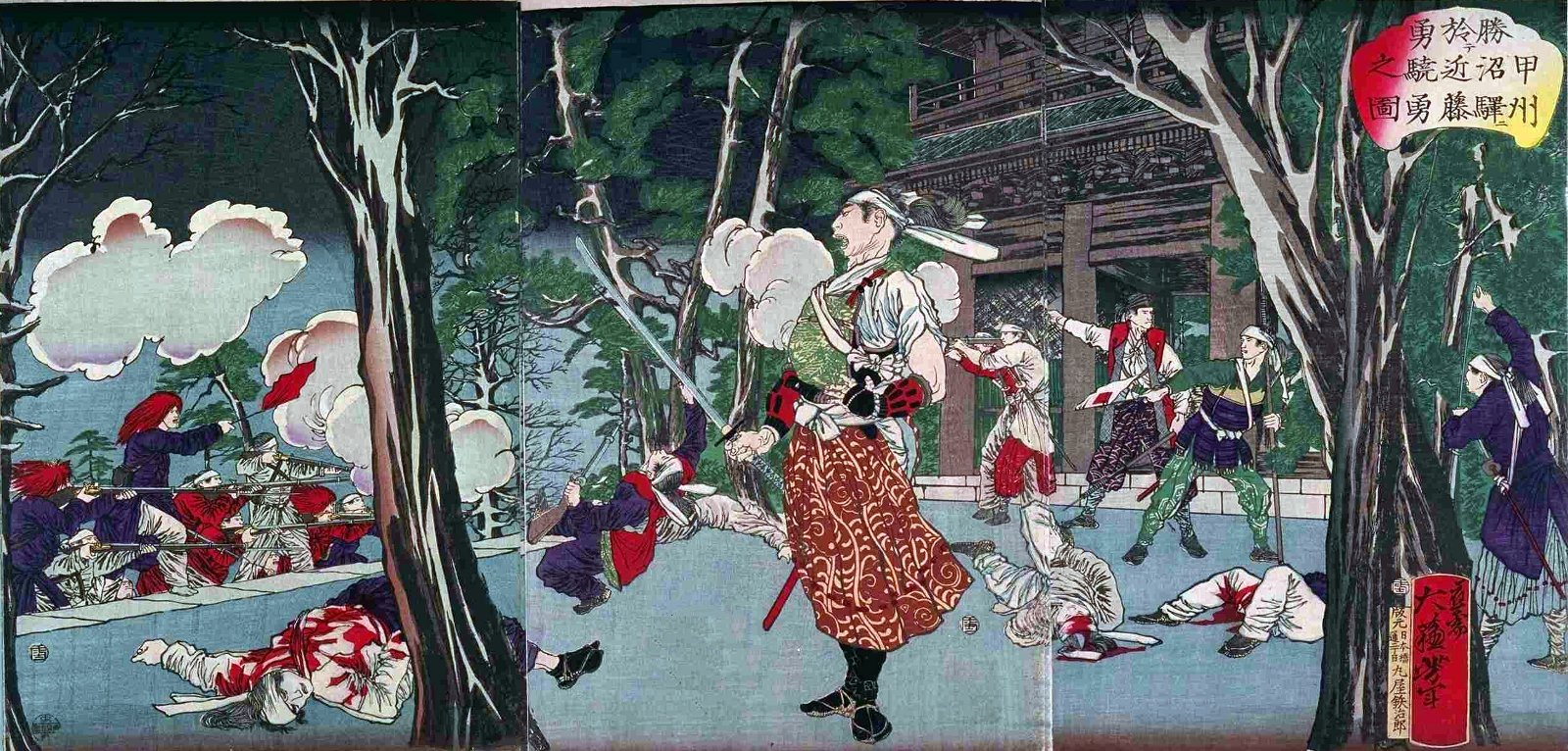
Лидер военной полиции Синсэнгуми Кондо Исами бьётся против войск императора в битве при Косю — Кацунуме

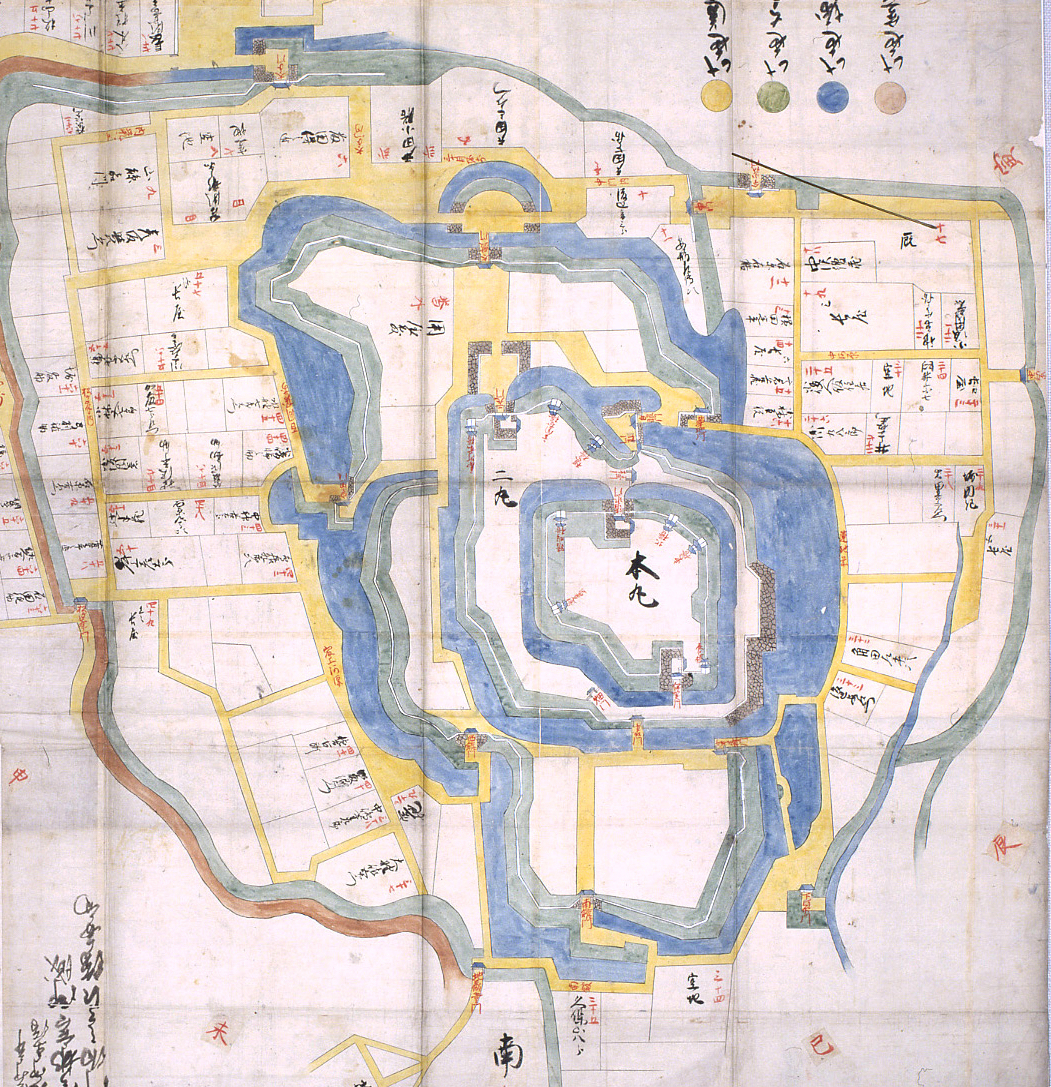
Замок Уцуномия в период Эдо

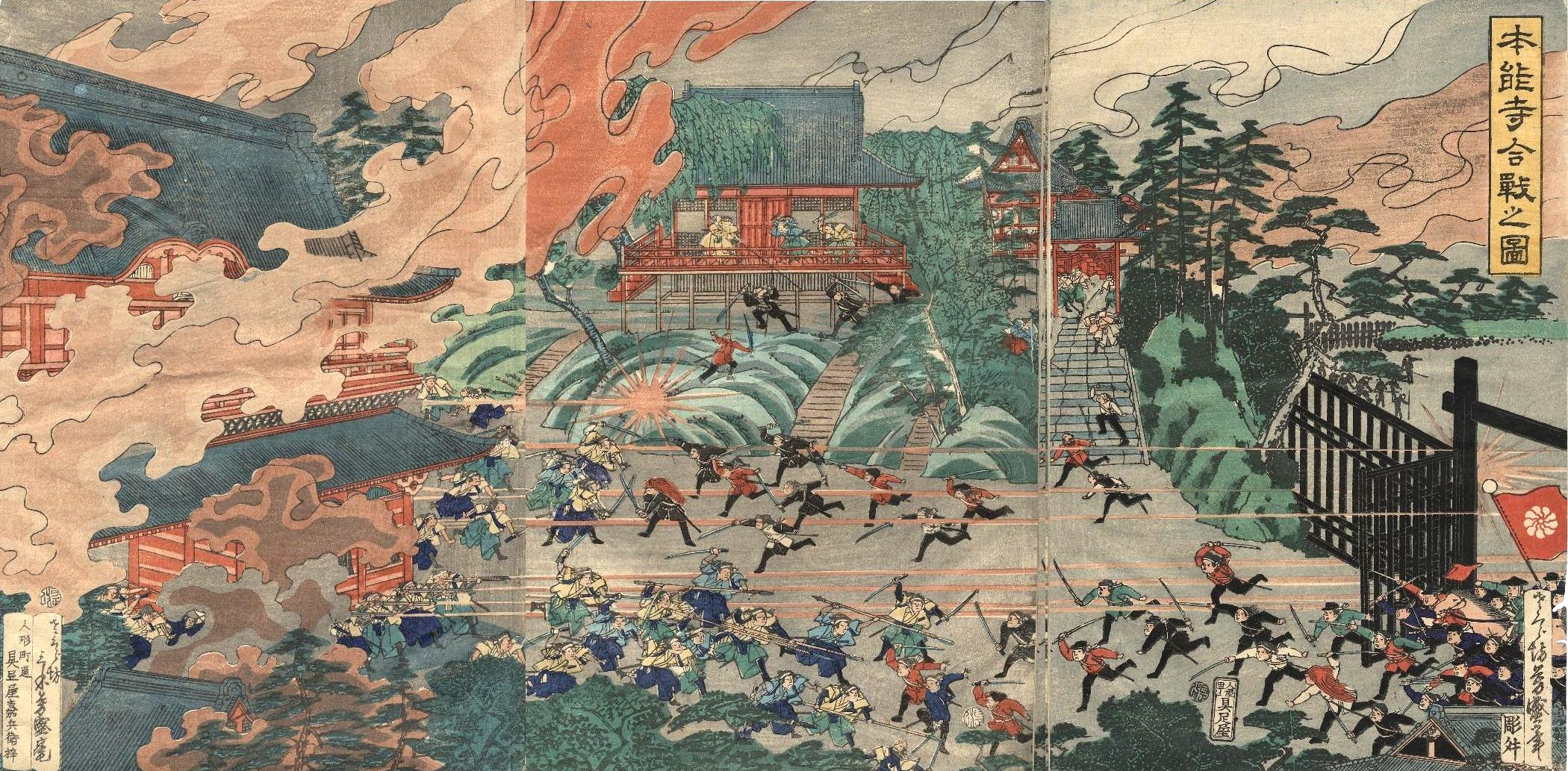
Штурм замка Канэидзи во время битвы при Уэно

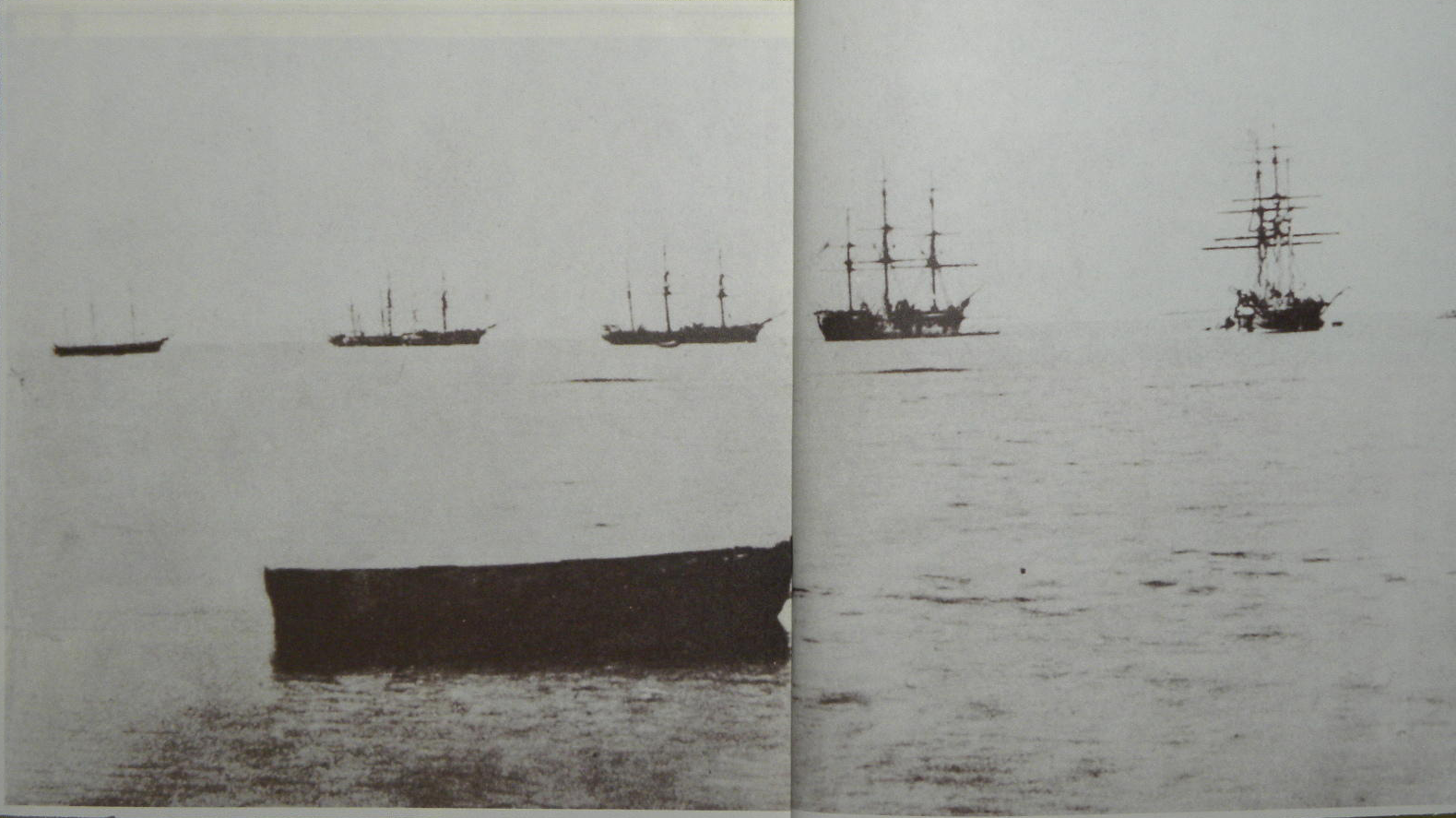
Флот Эномото Такэаки покидает гавань Синагавы.

После победы в битве при Тоба — Фусими Императорские правительственные войска разделились на три колонны и двинулись к цитадели оппозиционеров — городу Эдо. В то же время, 1 марта, Кондо Исами, лидер антиправительственного воинского формирования Синсэнгуми, выступил им навстречу, ведя за собой 300 повстанцев. Он собирался закрепиться в замке Кофу, но 3-тысячный отряд Императорских войск под командованием Сайго Такамори успел захватить этот замок раньше.
29 марта отряды повстанцев и Императорских войск встретились возле города Кацунума. Благодаря 10-кратному превосходству в живой силе правительственная армия легко разбила противника. Войска сёгуната, потеряв 179 человек, отошли к городу Айдзу в провинции Муцу.
Кондо Исами был схвачен в городе Нагареяма и казнён по приказу нового правительства.
Смерть лидера Синсэнгуми деморализовала войска самурайской оппозиции и значительно уменьшила их сопротивление.

### Битва при замке Уцуномия
В марте 1868 года двухтысячный отряд повстанцев под командованием Отори Кэйсукэ и Хидзикаты Тосидзо отправился из Эдо в направлении замка Уцуномия, который находился между городами Никко и Айдзу. Отряд состоял из воинов княжеств Айдзу, Кувана и военной полиции Синсэнгуми. Правитель княжества Уцуномия, Тода Тадатомо сначала дал согласие на использование своего замка, но после ареста представителями Императора в городе Оцу перешёл на сторону нового правительства. 7 и 8 мая повстанцы посетили княжества Симоцума и Симодате, где надеялись запастись провизией и деньгами, но эти надежды не оправдались из-за экономического кризиса в этих княжествах.
Утром 10 мая войска оппозиции начали штурм замка Уцуномия и вечером захватили его. В этот же день к ним присоединились местные антиправительственные отряды. 11 мая императорские силы, которые состояли из самураев княжеств Мацумото, Куроханэ, Миба, Ивамурата, Сусака, Хиконэ, Огаку, Уцуномия и Касама сделали попытку отбить замок, но, потеряв 60 человек, отступили в город Уцуномия. 14 мая они вторично штурмовали замковые укрепления и под вечер заняли их.
Остатки оппозиционных войск Отори отступили к городу Айдзу.

### Битва при Уэно
Битва при Уэно стала последней крупной битвой между повстанцами и императорскими войсками в Центральной Японии.
4 мая 1868 года Императорская армия окружила город Уэно и начала артиллерийский обстрел замка Канэидзи, где засели бывший сёгун и 2-тысячная армия его сторонников. Несмотря на ожесточённое сопротивление, во второй половине того же дня правительственным силам удалось прорвать оборону и захватить город. Остатки сёгунских войск в Центральной Японии были уничтожены, а Токугава Ёсинобу арестован и посажен под домашний арест.
В это же время войска княжества Тоса окружили и практически без боя захватили Эдо.
Лидер флота сёгуната Эномото Такэаки вместе с 8 боевыми кораблями и 2000 самураями направился на север, где надеялся объединиться с местными повстанцами и контратаковать правительственные войска. Вместе с Такэаки на север отправилось большое количество французских военных экспертов во главе с французским офицером Жюлем Брюне.

## Сопротивление Северной коалиции

Флаг Северного союза

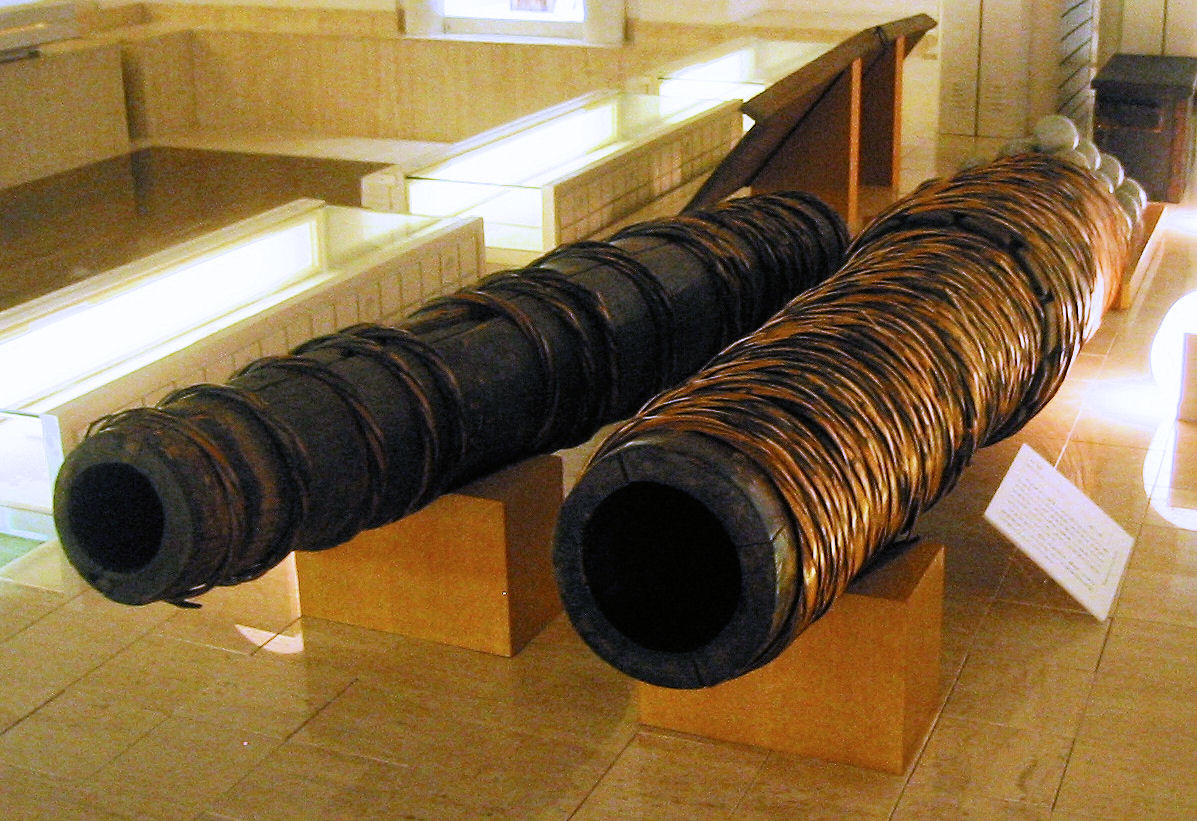
Деревянные пушки, которые использовали повстанцы.

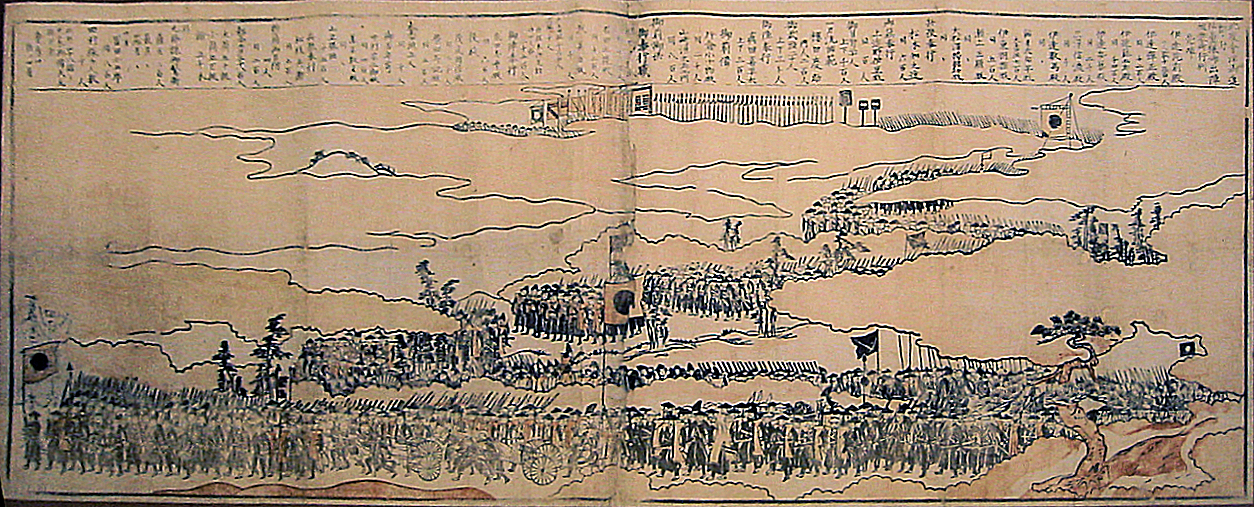
Войска княжества Сэндай присоединяются к повстанцам. Май 1868 года.

После поражения войск самурайской оппозиции под Эдо, на большей части Японии закрепилась власть императора Мэйдзи, но несколько северных даймё продолжали сопротивление.
В мае 1868 года для борьбы с императорскими войсками они объединились в альянс. Северный союз состоял из княжеств Сэндай, Йонезава, Айдзу, Сёнай и Нагаока.
Армия коалиции состояла из 50 000 человек. Также 25 августа в порт города Сэндай прибыл флот Эномото Такэаки, который присоединился к повстанцам.
Несмотря на значительную численность, войска альянса были мало боеспособны из-за крайне устаревшего вооружения. В армии Северного альянса практически отсутствовало современное оружие, и вместо современной артиллерии использовались деревянные пушки, которые разлетались вдребезги после нескольких выстрелов. Единственным исключением были войска Нагаоки, которые имели на вооружении несколько пулемётов Гатлинга и 2000 французских ружей.

### Битва при Хокуэцу

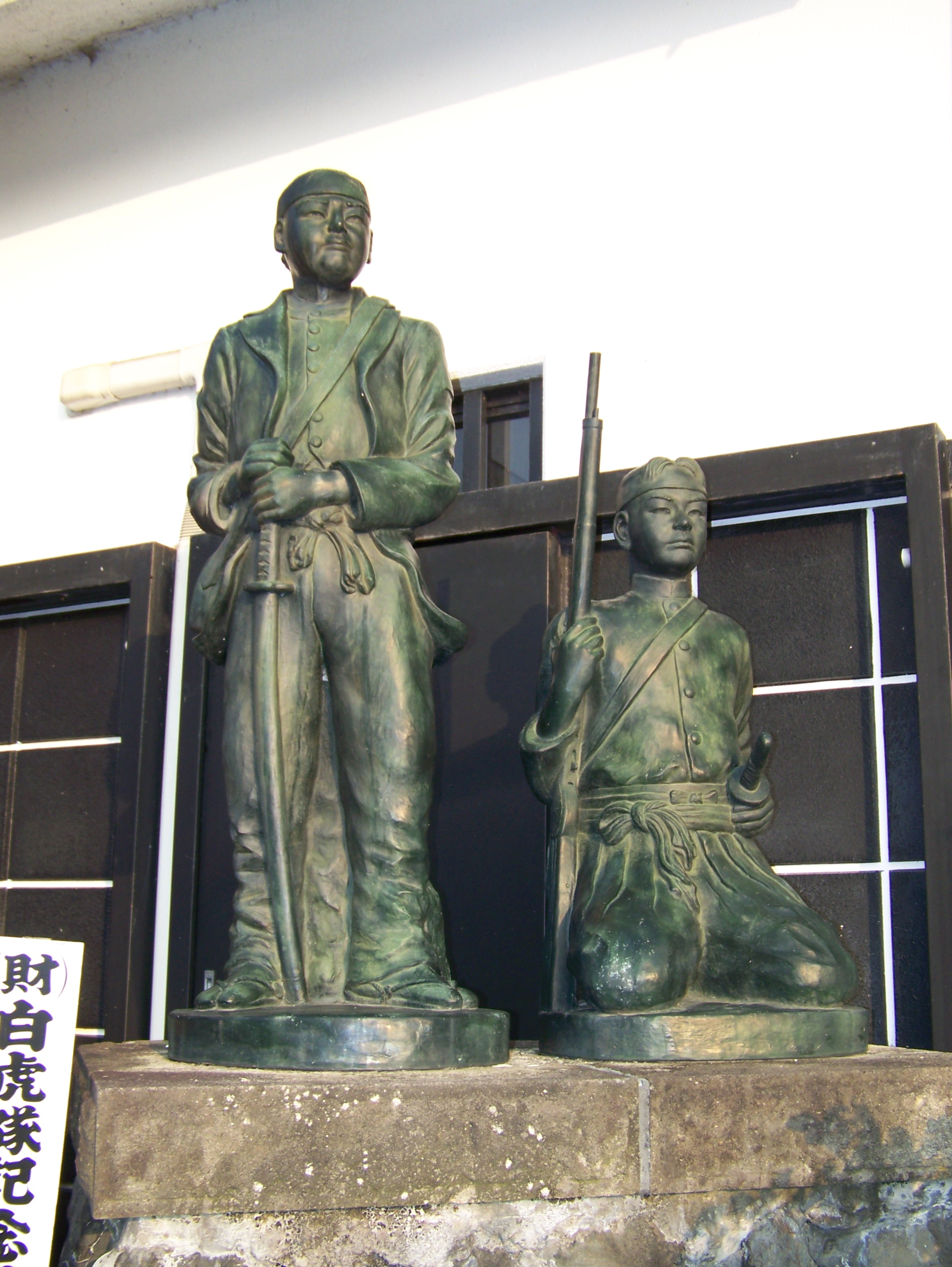
Статуя воинам бяккотай. Аидзувакамацу, префектура Фукусима.

В мае 1868 года армия княжества Нагаока под командованием Каваи Цугуносукэ встретилась в битве при Хокуэцу с войсками императора. Благодаря современному вооружению и хорошей выучке повстанцев вражеские войска понесли тяжёлые потери и вынуждены были остановить своё наступление. 8 июля отдельные подразделения императорской армии высадились с моря в тыл мятежникам и подожгли город Нагаока, что вызвало панику среди повстанцев. В этот же день замок Нагаока был взят.
Двумя месяцами позже, 10 сентября, войска княжества Нагаока вместе с отрядами княжеств Айдзу и Сонай вернули замок себе, но в этом сражении повстанцы понесли большие потери и поэтому уже 15 сентября правительственные войска вновь захватили крепость.
После поражения в битве при Хокуэцу Северный союз утратил жизненно важную гавань города Ниигата и больше не мог сопротивляться императорскому флоту на побережье Хонсю.

### Бой за перевал Бонари
Перевал Бонари играл ключевую роль в обороне города Айдзу. Именно поэтому для охраны этого прохода были выделены значительные силы повстанцев: 700 солдат Синсэнгуми под командованием Отори Кэйсукэ и Хидзикаты Тосидзо и 2000 солдат Северного союза.
6 октября 1868 года императорская армия численностью 15 000 солдат начала штурм перевала Бонари. Благодаря значительному превосходству в живой силе императорская армия в этот же день разбила войска повстанцев и продолжила продвигаться в Айдзу.

### Битва при Айдзу

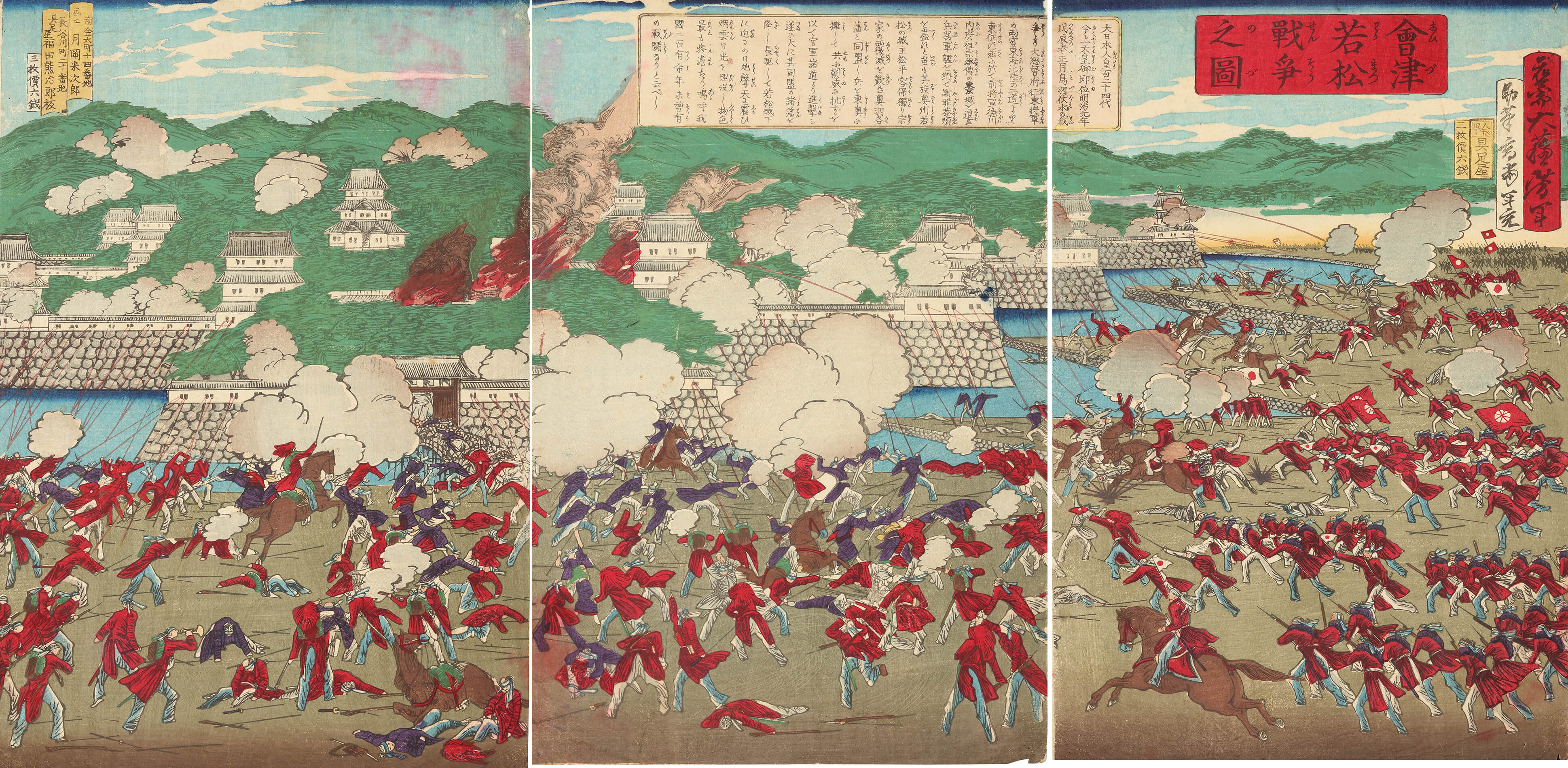
Штурм замка Вакамацу во время битвы при Айдзу.

Несмотря на большое стратегическое значение города, Северный союз из-за нарастающих внутренних споров не мог оказать военную помощь Айдзу, а в середине октября коалиция повстанцев распалась. 12 октября флот Эномото Такэаки вместе с остатками войск Синсэнгуми, отрядом самураев под командованием Отори Кэйсукэ, 3000 солдат и французскими военными экспертами отбыл на остров Хоккайдо.
Правитель княжества Айдзу Мацудайра Катамори остался практически один на один против наступающей императорской армии. Основные силы княжества были сосредоточены в замке Вакамацу. Гарнизон крепости составлял 5000 человек. Даймё также объявил всеобщую мобилизацию населения. В ополчение записались все местные мужчины. Несколько сот молодых самураев были объединены в отряд Бяккотай (яп. 白虎隊 Отряд Белого Тигра) — наряду с Синсэнгуми самое известное военное формирование войны Босин.
В середине октября 15-тысячная императорская армия окружила замок Вакамацу. Проведя несколько неудачных штурмов, императорские войска изменили тактику и взяли крепость в осаду. После месячной осады, при посредничестве княжества Йонезава, Мацудайра Катамори начал переговоры о сдаче, и 6 ноября 1868 года гарнизон крепости сдался.
Битва при Айдзу стала последней крупной битвой между правительственными войсками и повстанцами, что ознаменовало полное поражение самурайской оппозиции на острове Хонсю.

## Кампания на острове Хоккайдо

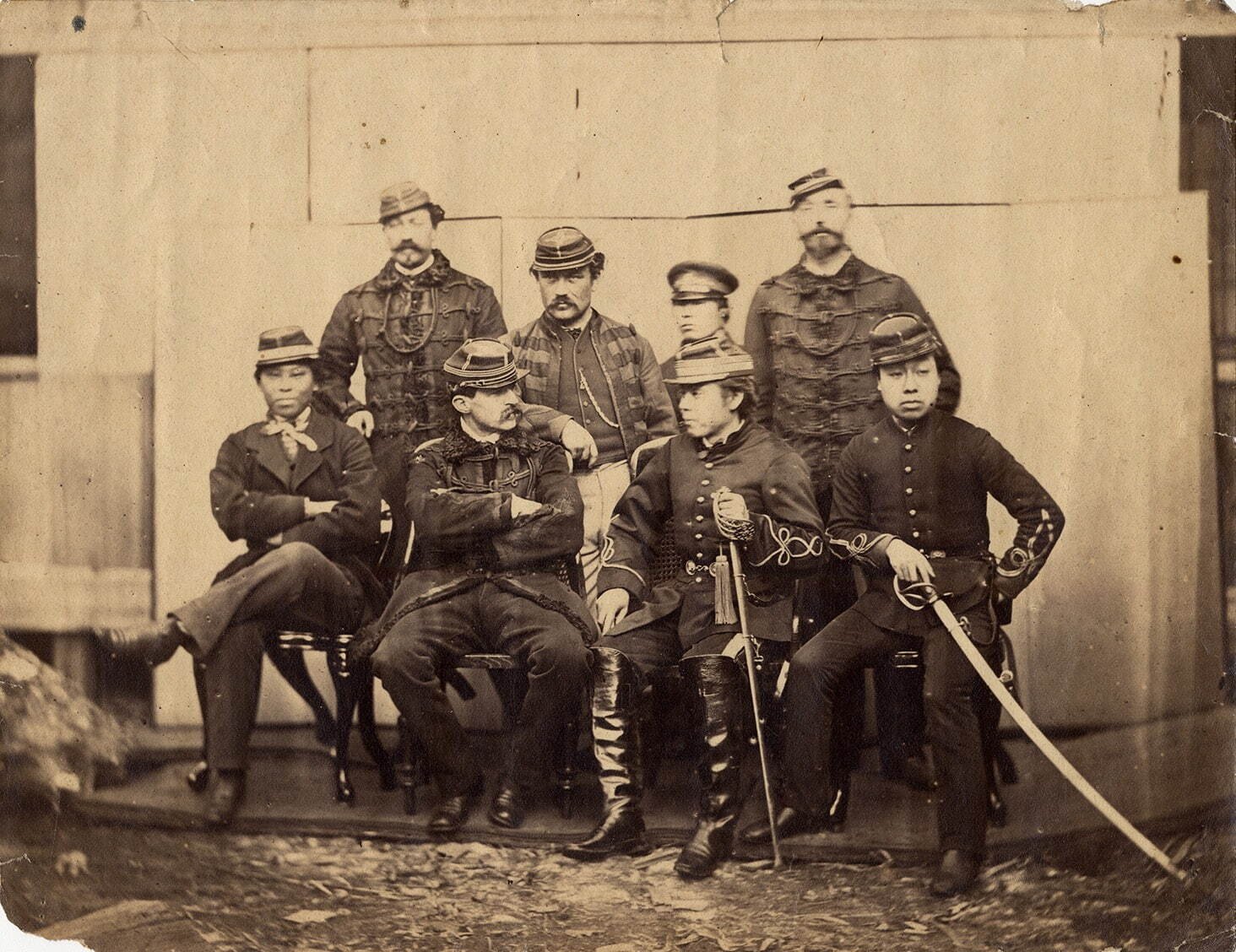
Французские военные эксперты и японские офицеры на острове Хоккайдо

После поражения Северного союза, часть флота сёгуната во главе с адмиралом Эномото Такэаки бежала на северный остров Эдзо (сейчас известный как Хоккайдо). Вместе с флотом на остров прибыло несколько тысяч солдат и французские военные советники под командованием военачальника Жюля Брюне.
15 декабря 1868 на территории Хоккайдо была провозглашена независимая Республика Эдзо и проведены выборы президента. Это были первые выборы в истории Японии. Республику Эдзо признали Великобритания и Франция, однако иностранные государства отказались оказывать ей военную поддержку.
Эномото, пытаясь подписать мирное соглашение с императором Мэйдзи, отправил ему петицию с просьбой разрешить развивать остров Хоккайдо, сохраняя самурайские традиции, но получил отказ.
В течение зимы 1868—1869 годов, готовясь к вторжению императорских войск, повстанцы создали цепь укреплений возле города Хакодате. Главным укреплением Республики Эдзо стал Пятиугольный форт на юге Хакодате.
Армия повстанцев была реорганизована и разделена на четыре бригады с французскими офицерами во главе. Каждая бригада делилась на две полубригады (всего было восемь полубригад), которыми командовали японские офицеры.

### Морская битва при Мияко

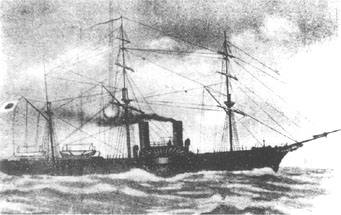
Флагман флота Республики Эдзо военный корабль Каитэн

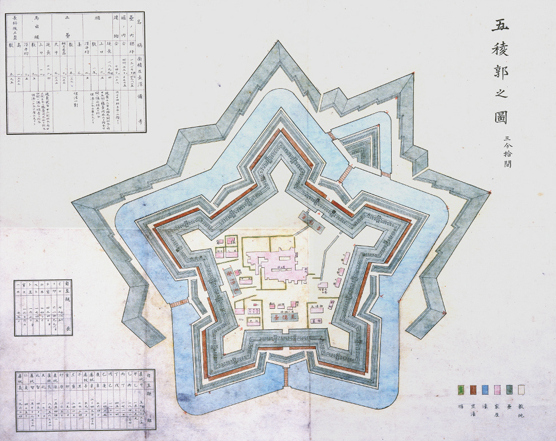
Пятиугольный форт.

9 марта 1869 года Императорский флот Японии покинул Токио и 20 марта прибыл в гавань города Мияко. Вместе с флагманом флота броненосцем Котэцу в Мияко прибыли фрегат Касуга, три небольших корвета и три транспортных корабля.
Узнав о прибытии вражеского флота, повстанцы решили провести превентивную атаку. Планировалось, что три корабля сепаратистов: Каитэн (флагман флота Республики Эдзо), Банрю и Такао, войдут в гавань Мияко под иностранными флагами и неожиданной атакой захватят Котэцу. Но накануне атаки корабли Эдзо попали в шторм. Паровой двигатель Такао был повреждён, что значительно понизило его скорость, а Банрю вынесло в открытое море. Впоследствии Банрю прибыл на Хоккайдо, так и не приняв участие в битве.
6 мая Каитэн вошёл в гавань Мияко под флагом США. Подойдя вплотную к Котэцу, Каитэн поднял флаг Республики Эдзо и пытался взять его на абордаж. Во время битвы Каитэн повредил три вражеских корабля, но захват Котэцу не удался. Чувствуя преимущество врага, Каитэн начал отступать. В это же время в гавань Мияко вошёл Такао, который из-за повреждённого двигателя значительно опоздал. В результате Каитэн вышел из битвы и направился на Хоккайдо, а Такао был захвачен императорским флотом.
Поражение флота Республики Эдзо в битве при Мияко имело катастрофические последствия для повстанцев. Сепаратисты не смогли нейтрализовать Котэцу, кроме того, потеря Такао ослабила флот Эдзо, что стало одной из причин поражения повстанцев в битве в бухте Хакодатэ и неспособности помешать транспортировке солдат императорской армии на Хоккайдо.

### Битва при Хакодате

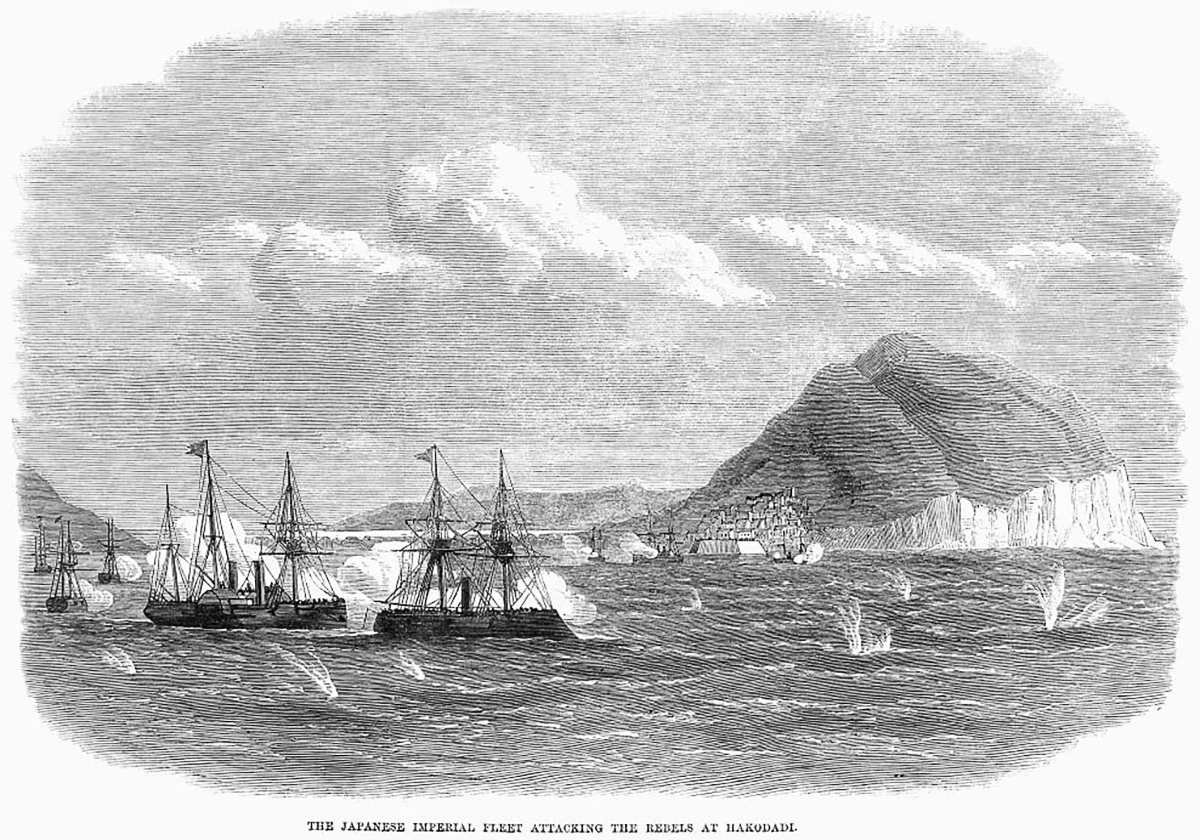
Морская битва в бухте Хакодате, май 1869 года. На переднем плане — военные корабли Касуга и Котэцу Японского императорского Флота.

4 апреля 7-тысячная императорская армия высадилась на острове Хоккайдо. Императорские войска быстро разгромили повстанцев и в начале мая окружили главный оплот Республики Эдзо — Пятиугольный форт.
В мае французские военные эксперты оставили повстанцев на произвол судьбы и бежали в Иокогаму, а затем вернулись во Францию.

### Морская битва в бухте Хакодате
4 мая императорский флот, в составе военных кораблей Котэцу, Касуга, Хируи, Тэйбо, Ёхару и Мосун, разрушил прибрежные укрепления в бухте Хакодате и атаковал флот повстанцев. Флот Республики Эдзо, который к тому времени потерял три своих лучших корабля (Каиё Мару, Синсоку и Канрин Мару) был значительно ослаблен и состоял из кораблей Каитэн, Банрю, Тиёдагата, Сёгэи и Микахо.
7 мая Императорский флот Японии победил в битве в бухте Хакодатэ.
17 мая 1869 года, потеряв практически весь флот и бо́льшую часть солдат, Республика Эдзо капитулировала. 18 мая Эномото Такэаки передал крепость императорской армии.
Окончательно Республика Эдзо прекратила своё существование 27 июня 1869 года, что обозначило окончательное поражение самурайской оппозиции и конец войны Босин.

## Последствия

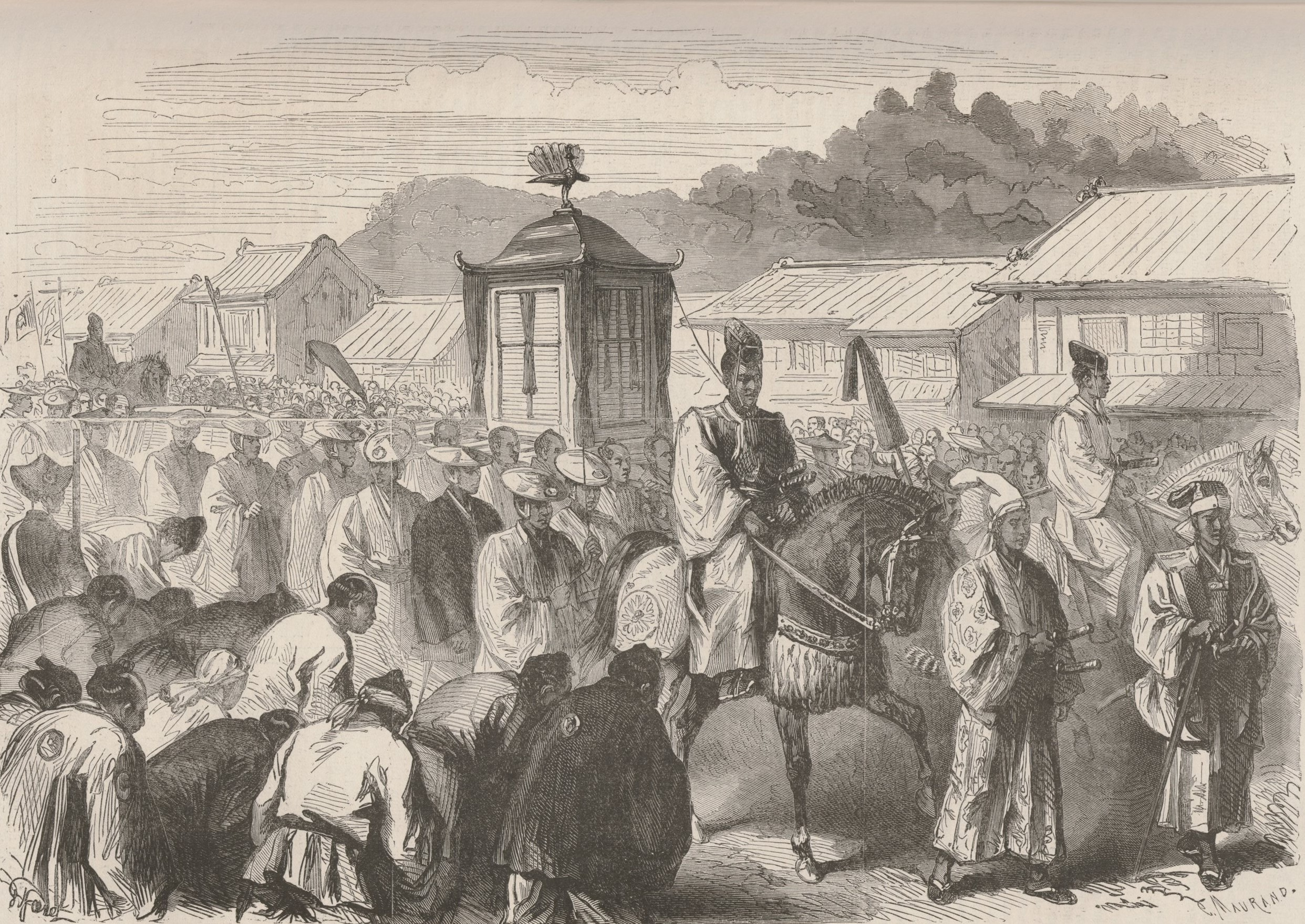
16-летний император Мэйдзи переезжает из Киото в Токио.

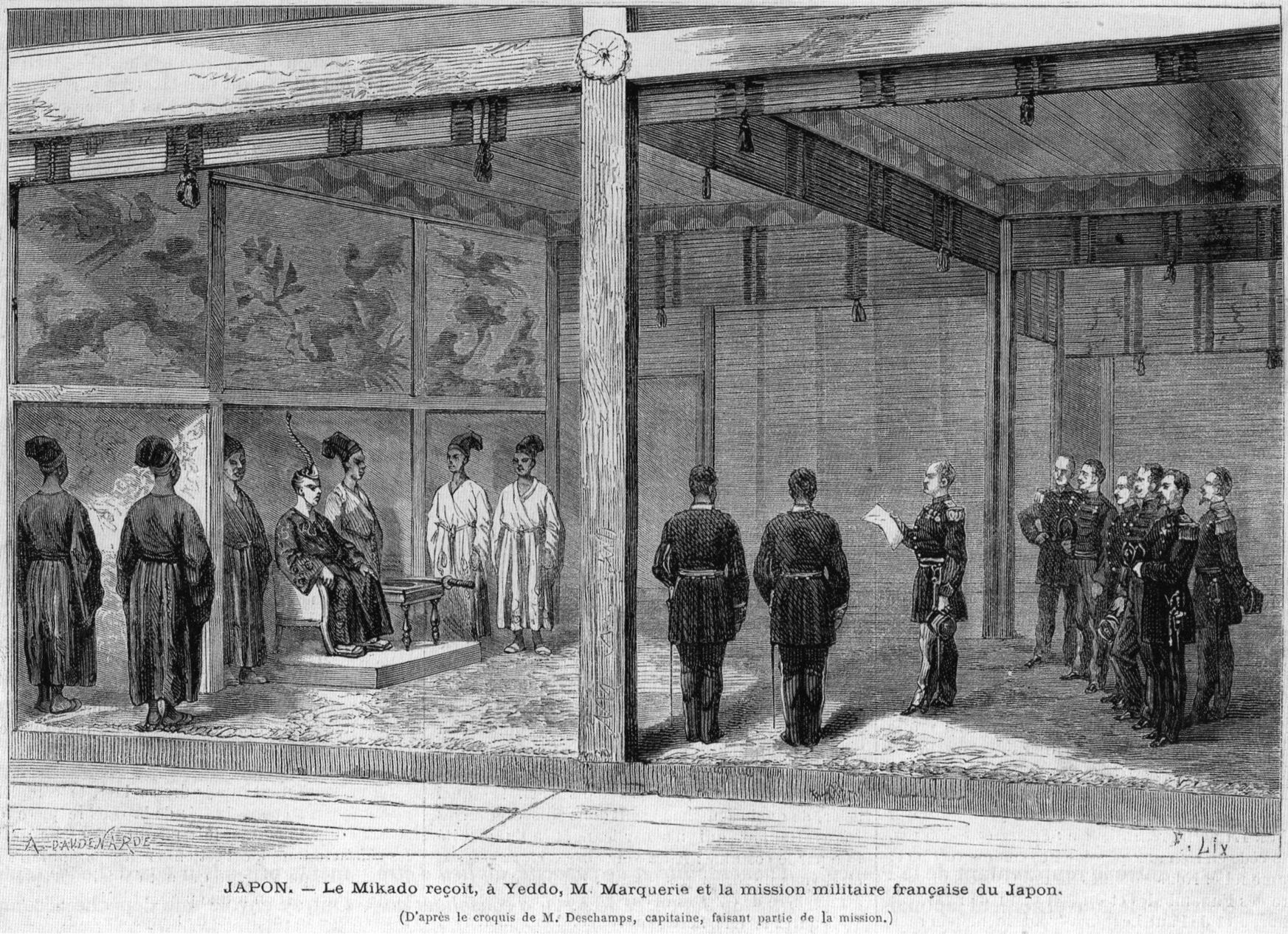
Визит к императору Мэйдзи второй французской военной миссии. 1872 год

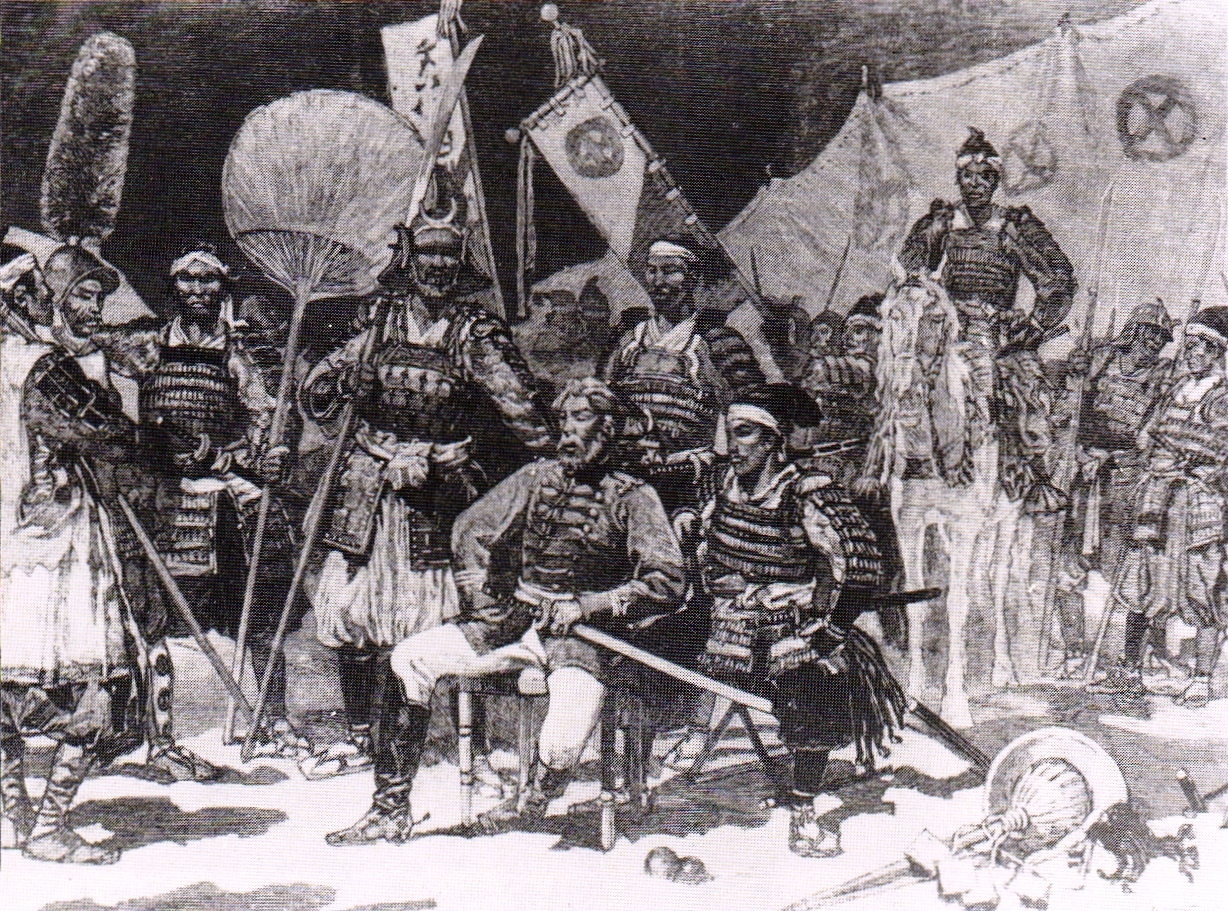
Сайго Такамори и его сторонники во время Сацумского восстания

Победа императорских сил в войне Босин существенно повлияла на бюрократический аппарат, законодательство, администрацию, финансы, промышленность, дипломатию, образование, религию и другие сферы жизни японцев.
В конце 1868 года резиденция императора была перемещена из города Киото в Токио. Лидеры княжеств Сацума, Тёсю и Тоса, которые сыграли ключевую роль в гражданской войне, заняли ключевые позиции в новом правительстве. Некоторые из бывших высокопоставленных чиновников сёгуната были впоследствии помилованы и инкорпорированы в Императорскую администрацию.
Военная и политическая мощь княжеств была постепенно уничтожена, а они сами были превращены в префектуры в 1871 году. Главы этих префектур назначались императором. Важной реформой стала отмена сословной системы, в частности привилегий самурайского сословия. Много бывших самураев стали чиновниками или предпринимателями. Была введена всеобщая воинская повинность.
Император провёл реформу образования. Система образования реформировалась сначала по французскому, а затем по немецкому образцу. Было введено обязательное среднее образование. В 1880—1890-х годах принципы конфуцианства и синтоизма, включая и культ императора, были внедрены в программы всех образовательных учреждений. Многие студенты были отправлены учиться в ведущие учебные заведения Европы и Америки, также в Японию стали приглашать иностранных учителей.
Новое правительство всячески поддерживало развитие бизнеса и промышленности, особенно крупных предприятий.
В 1869 году в Токио, по приказу императора Мэйдзи, в память о погибших в войне Босин солдат правительственной армии было построено святилище Ясукуни.
Императорское правительство отказалось от политики изоляционизма и направило свои усилия на модернизацию и вестернизацию Японии. Император пытался изменить неравноправные договоры с иностранными государствами и усилить сотрудничество с другими странами.
В начале эры правления Мэйдзи отношения между Японией и Францией были довольно прохладными, в основном из-за поддержки Францией сёгуната. Но уже в 1874 году в Японию прибыла вторая французская военная миссия, в 1884 году — третья. В 1886 году французские инженеры помогали строить Императорский флот Японии.
В 1868 году император Мэйдзи провозгласил «Клятву Пяти пунктов», где обещал уравнять в правах все слои японского населения.
Все реформы периода Мэйдзи воплотились в Конституции Мэйдзи, которая была принята в 1889 году.
Самураи в результате реформ Мэйдзи потеряли практически все свои привилегии, что вылилось в ряд самурайских восстаний. В 1874 году произошло восстание в префектуре Сага, в 1876 — в Тёсю. В 1877 году бывшие самураи под командованием Сайго Такамори подняли Сацумское восстание. Все восстания закончились полными поражениями.

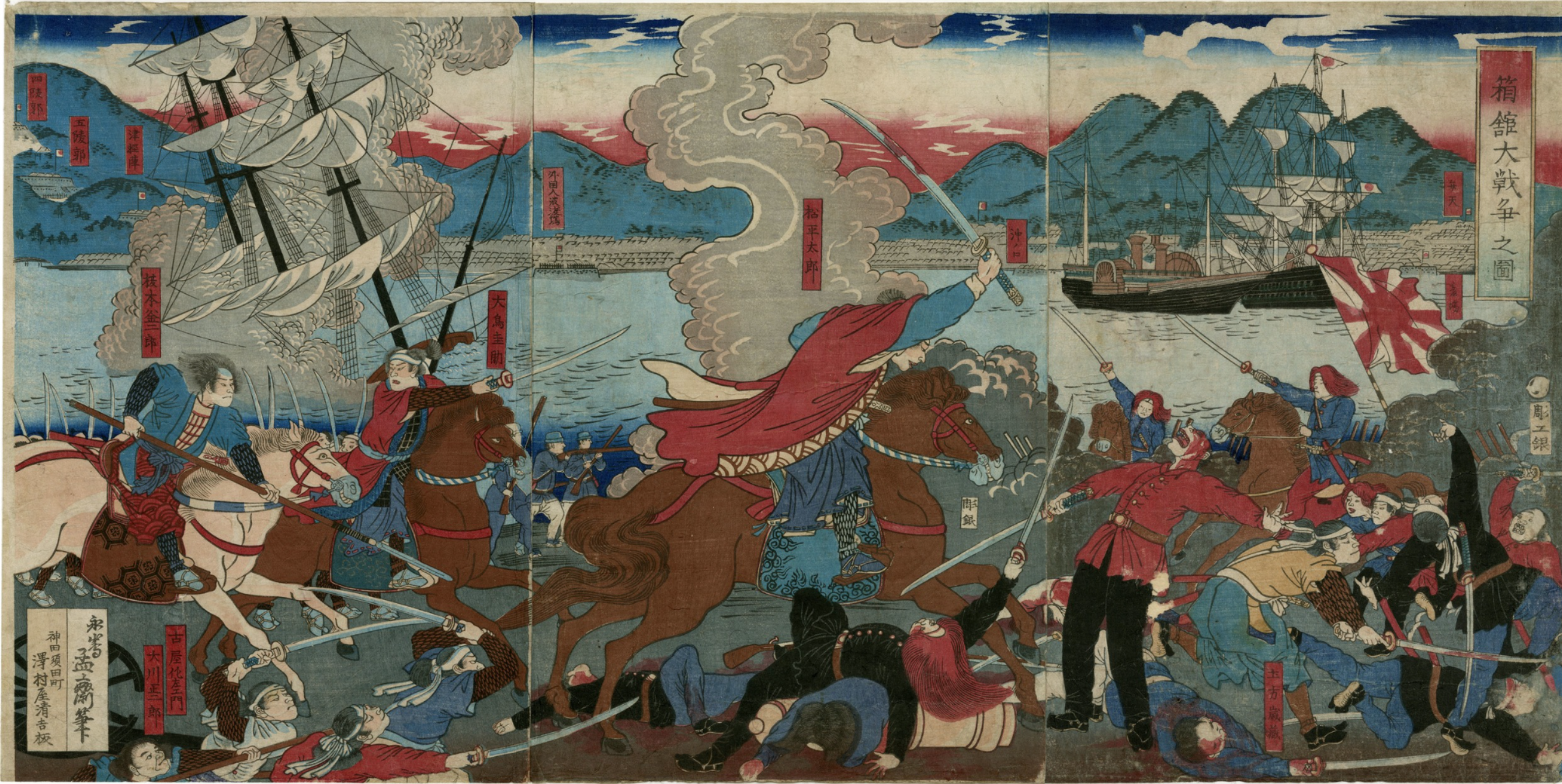
Идеализированное японское представление битвы при Хакодате. Справа — императорские войска, слева — войска повстанцев.

## Отражение в искусстве
Под влиянием японской монархически-националистической историографии XIX—XX веков война Босин идеализируется в японском искусстве, литературе и кино.
События этого периода истории экранизированы в множестве фильмов, сериалов, книг, сценических постановок и так далее. Им посвящено дополнение к игре Total War: Shogun 2 под названием «Закат Самураев».
В частности, этой теме посвящена известная серия романов японского писателя Асады Дзиро «Последний меч самурая» (яп. 壬生義士伝 мибу гиси-дэн), которая была экранизирована режиссёром Ёдзиро Таката в 2002 году. Эта же серия была экранизирована режиссёром Кэном Ватанабэ в виде сериала. В жанре аниме можно выделить популярный сериал «Бродяга Кэнсин», события которого происходят во время и после войны Босин. В 2024 году режиссёром Кадзуя Сираиси был снят фильм «Одиннадцать мятежников». По сюжету фильма во время войны Босин группа самураев из рода Мидзогути и одиннадцать преступников, приговорённых к смертной казни и освобождённых, обороняют замок Сибата от солдат императорской армии.